# Eduardo Fernández de la Garza
Eduardo Fernández de la Garza (nacido el 30 de julio de 1962 en Ciudad Juárez, Chihuahua), es un futbolista mexicano retirado que jugaba en la posición de portero. Jugó para Oaxtepec, Ángeles de Puebla, Cruz Azul, Morelia, Atlante, Guadalajara, Veracruz, Chivas Tijuana y Toros Neza.
Debutó en la temporada 1983-84 con Oaxtepec en un encuentro realizado el 7 de enero de 1984, ante los Tigres de la UANL, el cual quedaría 0-2 a favor de los felinos. Después de 1 temporada en el equipo, pasa a las filas de los Ángeles de Puebla donde permanecería 3 temporadas hasta 1986.
Para la temporada 1987-88 se enrola en el Cruz Azul, equipo en el que fue relegado a la banca, permaneciendo ahí hasta 1990. Para la siguiente campaña pasa a jugar con Morelia, para después tener un pase fugaz por el Atlante donde jugó 37 partidos de la campaña 1991-92.
Después regresa a Morelia para un torneo más, pero en 1993 es vendido al Club Deportivo Guadalajara, donde rápidamente se hizo de la titularidad, la cual perdería después gracias al buen desempeño de Martín Zúñiga. Con Chivas sería campeón en el torneo Verano 1997, temporada en la cual sólo jugó 4 partidos.
Al siguiente torneo pasa a jugar al Veracruz por 2 temporadas, teniendo un pase por la Primera división 'A' mexicana con Chivas Tijuana en el Invierno 1998. Finalmente para 1999 llega a Toros Neza donde únicamente jugó 4 partidos y donde se retiraría.
- Datos: Q1383304